# Castell de Tàrbena
Castell de Tàrbena (/Hisn Tarbana/ en àrab), a la Marina Baixa està situat en el Tossal de Santa Barberà al terme de Tàrbena,

## Descripció
Situat en el Tossal de Santa Barberà, en la seva llarga cresteria; en el vessant nord hi ha un impressionant penya-segat, en el vessant sud menys inclinada s'alçava el cos del castell. Del que encara es conserven les restes de mur en la seva part de ponent, alguns merlets en la part central, la resta d'un aljub amb dos cossos, sobre els quals sembla que hi havia una torre. En la part est i fora del recinte es troba un altre aljub, on sembla que hi era la vila.

## Història
Rodrigo Díaz de Vivar, conegut com a el Cid, una vegada acabada la seva campanya contra terres murcianes i de tornada a València, va fer una aturada en el castell; que en la narració se'l anomena "Ondia" i se'l situa en el "portus Tarna. Es troba documentat per primera vegada en l'acte de vassallatge que el noble àrab al-Azraq va fer al príncep Alfons d'Aragó, fill primogènit del rei Jaume I, en el qual hi apareix sota la forma de “Tarbana".